# Countegany
Countegany är en ort i Australien. Den ligger i kommunen Cooma-Monaro och delstaten New South Wales, i den sydöstra delen av landet, omkring 300 kilometer sydväst om delstatshuvudstaden Sydney. Orten hade 34 invånare år 2016.
Närmaste större samhälle är Numeralla, omkring 11 kilometer väster om Countegany.